# Esteve Rabat
Esteve Rabat Bergada (Barcelona, 1989. május 25. –) spanyol motorversenyző.
A sorozatban 2005-ben, szabadkártyásként mutatkozhatott be. 2014-ben megnyerte a Moto2-es géposztályt a Kalex versenyzőjeként.

## Pályafutása

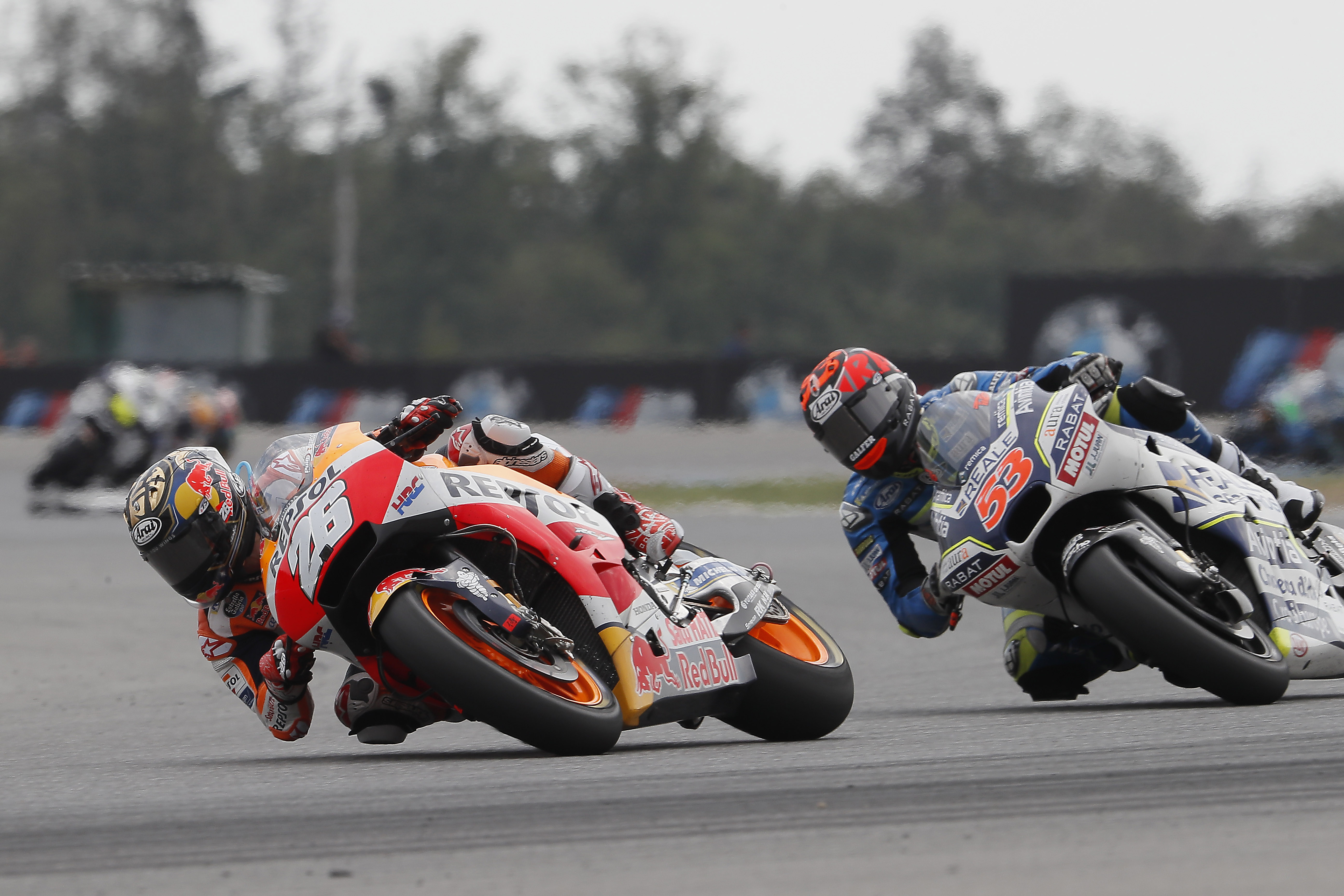
Dani Pedrosa (balra) és Rabat (jobbra) a 2018-as cseh nagydíjon.

### 125 cm³ világbajnokság
Esteve Rabat Bergada, másik nevén Tito Rabat 1989-ben született Barcelonában, Spanyolországban. 2005-ben az utolsó fordulóban, Valenciában mutatkozott be a 125 cm³ világbajnokságban szabadakártyával egy BQR-rel. 2006-ban a két hazai versenyére nevezett, Barcelonába és Jerezbe. Aleix Espargaró szezon közbeni feljutását követően ő folytatta és fejezte be az évadot a nyolcadik fordulótól kezdve.
2007-re a Honda csapatában kapott helyet Bradley Smith társaként. Mögötte zárta a kiírást az összetett 11. helyén.
2008-ban a japán márka kiszállt a géposztályból, többek között emiatt Rabat a KTM-hez igazolt. Partnere Marc Márquez lett. Annak ellenére, hogy hárommal több fordulón szerepelt, mégis mögötte zárt a pontversenyben, 14 egységgel lemaradva.
Az ezt követő két idényben a BQR-nél ment, mely azóta Bluesens néven szerepel Aprilia motorokkal.

### Moto2

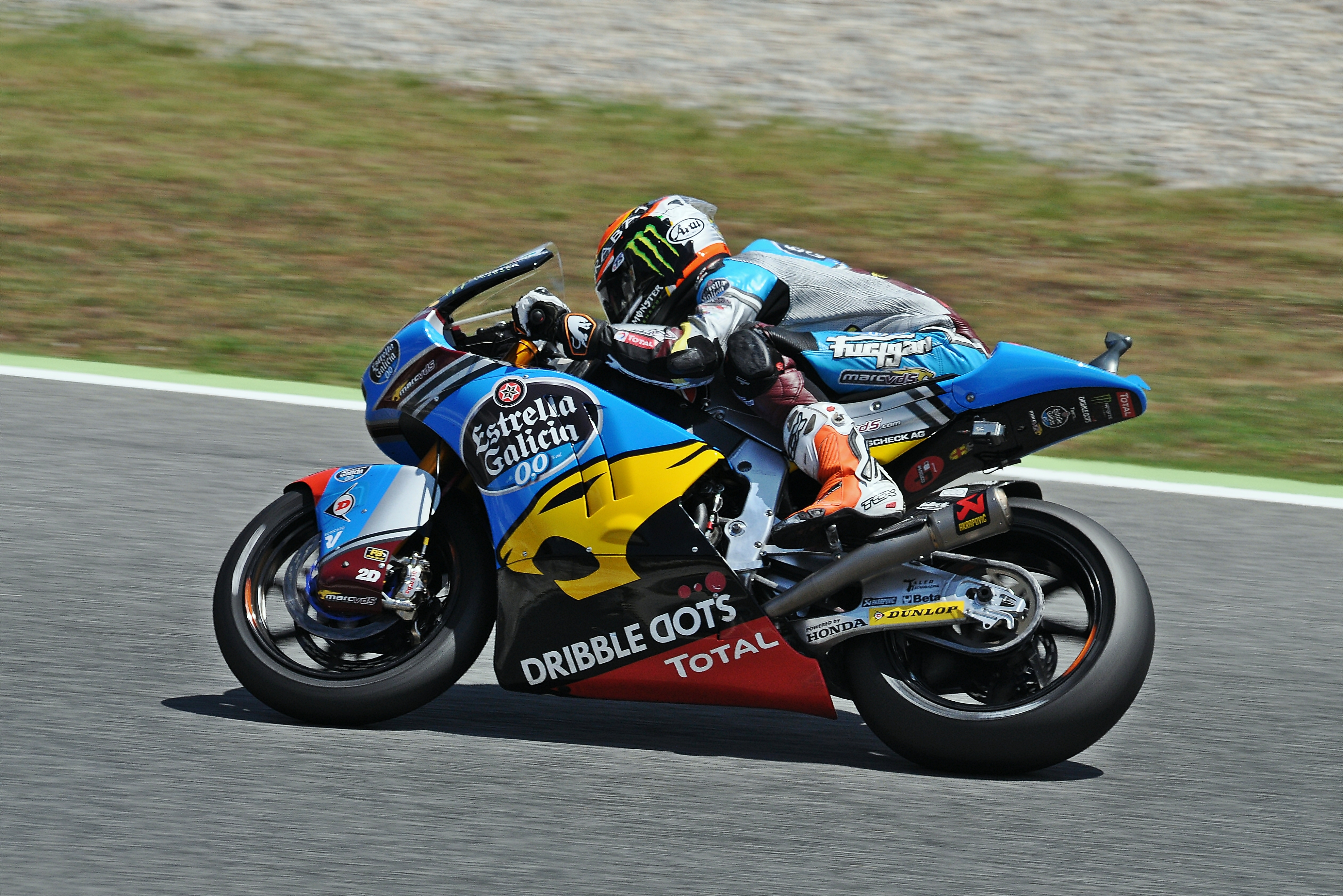
Rabat 2015-ben.

2011-re fellépet a Moto2-es géposztályba a BQR-rel és FTR konstrukcióval állt fel a rajtrácsra. Újoncként az előkelő 10. helyen zárt 79 ponttal.
2012-ben a Pons Racing színeiben ment és 7. pozícióban zárt a tabellán.
A 2013-as szezonra alaposan feljavult a teljesítménye és az évnyitó katari fordulóban 9. lett, majd ezt követően Amerikában a 2. lett Nicolás Terol mögött. A spanyol nagydíjon, több mint négytizeddel előzte meg minden riválisát a kvalifikáción és így első pole-pozícióját ünnepelhette. A futamon négy másodperces előnnyel szelte át a célvonalat Scott Redding előtt. A kiírás további szakaszában még Indianapolisban és Sepangban, Malajziában ért fel a dobogó legelső fokára.
2014-re a Marc VDS Racing Team-hez igazolt és rögtön futamot nyert Katarban, csapattársa Mika Kallio előtt. A későbbikben még 6 győzelmet és 7 dobogót ért el és csak négy versenyről maradt le a Top3-ról. Malajziában a 3. helyen ért be, ezzel pedig megszerezte a világbajnoki címet. Ezzel ő lett a Marc VDS első bajnoka.
A 2015-ös évadban is itt szerepelt és Jorge Lorenzo óta megpróbált az első címvédő lenni a középkategóriában. Viszont csupán az olaszországi Mugellóban nyert május végén. A japán, az ausztrál és a maláj fordulókat kénytelen volt kihagyni. Az aragóniai, illetve valencia sikerei sem segítették a vb-címhez és végül összetett 3. helyen lett rangsorolva Johann Zarco és Álex Rins mögött.

### MotoGP

#### Marc VDS Racing Team
2016-ot már a királykategóriában kezdte meg továbbra is a Marc VDS-sel, amely a Honda szatellit alakulata és partnere lett. Argentínában bejutott a Top10 közé, de csapattársa, Jack Miller teljesítményét nem tudta elérni.
2017-re meghosszabbította megállapodását. Csupán egy alkalommal, az évadzárón, Valenciában fért be legjobb 10 versenyző közé.

#### Esponsorama Racing
2018-ban visszatért korábbi Moto2-es alakulatához, a a Reale Avintia Racinghez, partnere pedig Xavier Siméon lett. A brit nagydíjon a Stowe-kanyarban a vizes aszfalton Franco Morbidelli motorja eltalálta és megsérült. A futamot a nem biztonságos körülményekre hivatkozva előbb piros zászlóval félbeszakították, majd törölték. Mint kiderült, a jobb lábában hármastörést szenvedett, így ki kellett hagynia a hátralévő hét versenyt. A tabellán 19. lett 35 ponttal.
2019-ben visszatért az Avintiához és 20. lett a pontversenyben, megelőzve csapattársát, Karel Abrahamet. A szezon végén bejelentésre került, hogy további két évvel, 2021-ig meghosszabbította kontraktusát.
2020-ra a már átkeresztelt Esponsorama Racinggel vett részt Johann Zarco mellett. A koronavírus-világjárvány miatti lerövidített programban nehezen találta a ritmust. Az addigi legrosszabb évét produkálva 10 ponttal 22. lett. Az idény végeztével a gárda bejelentette, hogy idő előtt felbontja Rabat szerződését.

#### Pramac Racing
2021-ben visszatért két futam erejéig, ugyanis csereversenyzőként helyettesítette a sérült Jorge Martínt. Franciaországban az utolsó pontszerző helyen zárt.

### Superbike

#### Superbike-világbajnokság
2021 márciusában a Superbike-világbajnokságba igazolt a Ducati Panigale V4 R-eket versenyeztető Barni Racing Team-hez. Első pontjait a második fordulóban, Estorilban szerezte. Még az év vége előtt kiszállt a "csapat gyenge eredményei" miatt. Algarvétól kezdve a Kawasaki Puccetti Racing gárdájától kapott lehetőséget Lucas Mahias helyetteseként.

#### Spanyol Superbike-bajnokság
2022 márciusában az illetékesek közölték, hogy Rabat a  ESBK Spanyol Superbike-szériába igazol a Honda Laglisse alkalmazásában. Augusztusban a Thruxton Circuit-en versenyett, ezt követően már nem is tért vissza.

#### Brit Superbike-bajnokság
2022 augusztusában a szatellit Honda-partner TAG Racing színeiben bemutatkozott a brit bajnokságban is augusztus 13–14-én Luke Mosseyt váltva. Thruxtonban két versenyen utolsó helyen végzett, a harmadikon pedig kiesett. A hónap végén, a Cadwell Parkban csak a szabadedzéseken indult, mielőtt megszakította kapcsolatát az istállóval.

## Eredményei

### Statisztika
| Szezon   | Géposztály | Motor    | Csapat                     | Verseny | Győzelem | Dobogó | Pole | LK | Pont | Helyezés |
| -------- | ---------- | -------- | -------------------------- | ------- | -------- | ------ | ---- | -- | ---- | -------- |
| 2005     | 125cc      | Honda    | Wurth Honda BQR            | 1       | 0        | 0      | 0    | 0  | 0    | HN       |
| 2006     | 125cc      | Honda    | Honda BQR                  | 11      | 0        | 0      | 0    | 0  | 11   | 23.      |
| 2007     | 125cc      | Honda    | Repsol Honda 125cc         | 15      | 0        | 1      | 0    | 0  | 74   | 11.      |
| 2008     | 125cc      | KTM      | Repsol KTM 125cc           | 16      | 0        | 0      | 0    | 0  | 49   | 14.      |
| 2009     | 125cc      | Aprilia  | Blusens Aprilia            | 16      | 0        | 0      | 0    | 0  | 37   | 18.      |
| 2010     | 125cc      | Aprilia  | Blusens-STX                | 17      | 0        | 2      | 0    | 0  | 147  | 6.       |
| 2011     | Moto2      | FTR      | Blusens-STX                | 17      | 0        | 1      | 0    | 0  | 79   | 10.      |
| 2012     | Moto2      | Kalex    | Pons 40 HP Tuenti          | 17      | 0        | 1      | 0    | 0  | 117  | 7.       |
| 2013     | Moto2      | Kalex    | Tuenti HP 40               | 16      | 3        | 7      | 2    | 3  | 216  | 3.       |
| 2014     | Moto2      | Kalex    | Marc VDS Racing Team       | 18      | 7        | 14     | 11   | 5  | 346  | 1.       |
| 2015     | Moto2      | Kalex    | EG 0,0 Marc VDS            | 15      | 3        | 10     | 3    | 3  | 231  | 3.       |
| 2016     | MotoGP     | Honda    | EG 0,0 Marc VDS            | 17      | 0        | 0      | 0    | 0  | 29   | 21.      |
| 2017     | MotoGP     | Honda    | EG 0,0 Marc VDS            | 18      | 0        | 0      | 0    | 0  | 35   | 19.      |
| 2018     | MotoGP     | Ducati   | Reale Avintia Racing       | 11      | 0        | 0      | 0    | 0  | 35   | 19.      |
| 2019     | MotoGP     | Ducati   | Reale Avintia Racing       | 17      | 0        | 0      | 0    | 0  | 23   | 20.      |
| 2020     | MotoGP     | Ducati   | Avintia Esponsorama Racing | 14      | 0        | 0      | 0    | 0  | 10   | 22.      |
| 2021     | MotoGP     | Ducati   | Pramac Racing              | 2       | 0        | 0      | 0    | 0  | 1    | 27.      |
| Összesen | Összesen   | Összesen | Összesen                   | 238     | 13       | 36     | 16   | 11 | 1440 |          |

* A szezon jelenleg is zajlik.

### Teljes MotoGP-eredménylistája
(Táblázat értelmezése)

(Félkövér: pole-pozícióból indult; dőlt: leggyorsabb kört futott) 

| Év   | Géposztály | Motor   | 1      | 2      | 3      | 4      | 5      | 6      | 7      | 8      | 9      | 10      | 11     | 12     | 13     | 14     | 15     | 16     | 17     | 18     | 19     | Helyezés | Pont |
| ---- | ---------- | ------- | ------ | ------ | ------ | ------ | ------ | ------ | ------ | ------ | ------ | ------- | ------ | ------ | ------ | ------ | ------ | ------ | ------ | ------ | ------ | -------- | ---- |
| 2005 | 125cc      | Honda   | SPA    | POR    | CHN    | FRA    | ITA    | CAT    | NED    | GBR    | GER    | CZE     | JPN    | MAL    | QAT    | AUS    | TUR    | VAL 24 |        |        |        | –        | 0    |
| 2006 | 125cc      | Honda   | SPA 30 | QAT    | TUR    | CHN    | FRA    | ITA    | CAT Ki | NED 25 | GBR Ki | GER 31  | CZE Ki | MAL 12 | AUS Ki | JPN 12 | POR 17 | VAL 13 |        |        |        | 23.      | 11   |
| 2007 | 125cc      | Honda   | QAT 8  | SPA Ki | TUR 14 | CHN 3  | FRA    | ITA    | CAT 12 | GBR Ki | NED 13 | GER 12  | CZE 11 | RSM 11 | POR 11 | JPN Ki | AUS 5  | MAL 15 | VAL 6  |        |        | 11.      | 74   |
| 2008 | 125cc      | KTM     | QAT 24 | SPA 12 | POR Ki | CHN 11 | FRA 17 | ITA 25 | CAT Ni | GBR 11 | NED 6  | GER Kiz | CZE 13 | SMR 9  | IND Ki | JPN Ki | AUS 7  | MAL Ki | VAL 10 |        |        | 14.      | 49   |
| 2009 | 125cc      | Aprilia | QAT 10 | JPN 13 | SPA 12 | FRA 11 | ITA 16 | CAT 12 | NED Ki | GER Ki | GBR Ki | CZE Ki  | IND 20 | RSM Ki | POR 7  | AUS Ki | MAL 7  | VAL Ki |        |        |        | 18.      | 37   |
| 2010 | 125cc      | Aprilia | QAT 7  | SPA 3  | FRA 7  | ITA 7  | GBR 9  | NED Ki | CAT Ki | GER 4  | CZE 3  | IND 5   | RSM 7  | ARA 7  | JPN 6  | MAL 7  | AUS 6  | POR Ki | VAL 6  |        |        | 6.       | 147  |
| 2011 | Moto2      | FTR     | QAT 14 | SPA 15 | POR 10 | FRA 21 | CAT 7  | GBR 6  | NED 7  | ITA 16 | GER Ki | CZE 7   | IND 3  | RSM 11 | ARA 16 | JPN 9  | AUS Ki | MAL 11 | VAL Ki |        |        | 10.      | 79   |
| 2012 | Moto2      | Kalex   | QAT 4  | SPA 28 | POR 24 | FRA 10 | CAT 4  | GBR 13 | NED 4  | GER 12 | ITA Ki | IND 11  | CZE 10 | RSM 5  | ARA 11 | JPN 3  | MAL 9  | AUS 7  | VAL 10 |        |        | 7.       | 117  |
| 2013 | Moto2      | Kalex   | QAT 9  | AME 2  | ESP 1  | FRA 22 | ITA 13 | CAT 2  | NED 5  | GER 13 | IND 1  | CZE 7   | GBR 4  | RSM 3  | ARA 2  | MAL 1  | AUS 8  | JPN Ki | VAL 5  |        |        | 3.       | 216  |
| 2014 | Moto2      | Kalex   | QAT 1  | AME 2  | ARG 1  | SPA 4  | FRA 3  | ITA 1  | CAT 1  | NED 8  | GER 4  | IND 4   | CZE 1  | GBR 1  | RSM 1  | ARA 2  | JPN 3  | AUS 3  | MAL 3  | VAL 2  |        | 1.       | 346  |
| 2015 | Moto2      | Kalex   | QAT Ki | AME 4  | ARG 12 | SPA 3  | FRA 2  | ITA 1  | CAT 3  | NED 2  | GER Ki | IND 5   | CZE 2  | GBR 3  | RSM 2  | ARA 1  | JPN Ni | AUS Ni | MAL    | VAL 1  |        | 3.       | 231  |
| 2016 | MotoGP     | Honda   | QAT 15 | ARG 9  | AME 13 | SPA 18 | FRA Ki | ITA Ni | CAT 14 | NED 11 | GER 16 | AUT 14  | CZE 10 | GBR 15 | RSM 17 | ARA Ki | JPN 14 | AUS 16 | MAL 18 | VAL 17 |        | 21.      | 29   |
| 2017 | MotoGP     | Honda   | QAT 15 | ARG 12 | AME 13 | SPA Ki | FRA 11 | ITA 11 | CAT 15 | NED 12 | GER 18 | CZE 17  | AUT 19 | GBR 12 | RSM Ki | ARA 15 | JPN 15 | AUS 16 | MAL 18 | VAL 10 |        | 19.      | 35   |
| 2018 | MotoGP     | Ducati  | QAT 11 | ARG 7  | AME 8  | SPA 14 | FRA Ki | ITA 13 | CAT Ki | NED 16 | GER 13 | CZE Ki  | AUT 11 | GBR T  | RSM    | ARA    | THA    | JPN    | AUS    | MAL    | VAL    | 19.      | 35   |
| 2019 | MotoGP     | Ducati  | QAT 19 | ARG Ki | AME 15 | SPA 15 | FRA Ki | ITA Ki | CAT 9  | NED 16 | GER 11 | CZE 16  | AUT Ki | GBR 16 | RSM 13 | ARA 15 | THA 17 | JPN Ni | AUS Ki | MAL    | VAL 11 | 20.      | 23   |
| 2020 | MotoGP     | Ducati  | SPA 14 | ANC 11 | CZE 16 | AUT 16 | STY 21 | RSM Ki | EMI Ki | CAT 15 | FRA Ki | ARA 20  | TER 14 | EUR Ki | VAL 17 | POR 18 |        |        |        |        |        | 22.      | 10   |
| 2021 | MotoGP     | Ducati  | QAT    | DOH    | POR    | SPA 18 | FRA 15 | ITA    | CAT    | GER    | NED    | STY     | AUT    | GBR    | ARA    | RSM    | AME    | EMI    | ALR    | VAL    |        | 27.      | 1    |

### Teljes Superbike-világbajnokság eredménylistája
(Táblázat értelmezése)

(Félkövér: pole-pozícióból indult; dőlt: leggyorsabb kört futott) 

| Év   | Motor    | 1   | 1   | 1   | 2   | 2   | 2   | 3   | 3   | 3   | 4   | 4   | 4   | 5   | 5   | 5   | 6   | 6   | 6   | 7   | 7   | 7   | 8   | 8   | 8   | 9   | 9   | 9   | 10  | 10  | 10  | 11  | 11  | 11  | 12  | 12  | 12  | 13  | 13  | 13  | Helyezés | Pont |
| Év   | Motor    | V1  | SV  | V2  | V1  | SV  | V2  | V1  | SV  | V2  | V1  | SV  | V2  | V1  | SV  | V2  | V1  | SV  | V2  | V1  | SV  | V2  | V1  | SV  | V2  | V1  | SV  | V2  | V1  | SV  | V2  | V1  | SV  | V2  | V1  | SV  | V2  | V1  | SV  | V2  | Helyezés | Pont |
| 2021 | Ducati   | ESP | ESP | ESP | POR | POR | POR | ITA | ITA | ITA | GBR | GBR | GBR | NED | NED | NED | CZE | CZE | CZE | ESP | ESP | ESP | FRA | FRA | FRA | ESP | ESP | ESP | ESP | ESP | ESP | POR | POR | POR | ARG | ARG | ARG | IDN | IDN | IDN | 16.      | 53   |
| ---- | -------- | --- | --- | --- | --- | --- | --- | --- | --- | --- | --- | --- | --- | --- | --- | --- | --- | --- | --- | --- | --- | --- | --- | --- | --- | --- | --- | --- | --- | --- | --- | --- | --- | --- | --- | --- | --- | --- | --- | --- | -------- | ---- |
| 2021 | Ducati   | Ki  | 14  | Ki  | 9   | 12  | 10  | 15  | 14  | 14  | Ki  | Ki  | 14  | Ki  | 11  | 11  | Ki  | Ki  | 13  | 12  | Ki  | 11  | 14  | 15  | 15  |     |     |     |     |     |     |     |     |     |     |     |     |     |     |     | 16.      | 53   |
| 2021 | Kawasaki |     |     |     |     |     |     |     |     |     |     |     |     |     |     |     |     |     |     |     |     |     |     |     |     |     |     |     |     |     |     | 13  | 14  | Ki  | 11  | 12  | 12  | Ki  | T   | 13  | 16.      | 53   |
| 2022 | Kawasaki | ESP | ESP | ESP | NED | NED | NED | POR | POR | POR | ITA | ITA | ITA | GBR | GBR | GBR | CZE | CZE | CZE | FRA | FRA | FRA | ESP | ESP | ESP | POR | POR | POR | ARG | ARG | ARG | IDN | IDN | IDN | AUS | AUS | AUS |     |     |     | Hn       | 0    |
| 2022 | Kawasaki |     |     |     |     |     |     |     |     |     | 16  | 16  | 17  |     |     |     |     |     |     |     |     |     |     |     |     |     |     |     |     |     |     |     |     |     |     |     |     |     |     |     | Hn       | 0    |
| 2023 | Kawasaki | AUS | AUS | AUS | IDN | IDN | IDN | NED | NED | NED | ESP | ESP | ESP | ITA | ITA | ITA | GBR | GBR | GBR | ITA | ITA | ITA | CZE | CZE | CZE | FRA | FRA | FRA | ESP | ESP | ESP | POR | POR | POR | ESP | ESP | ESP |     |     |     | 22.      | 8    |
| 2023 | Kawasaki |     |     |     |     |     |     |     |     |     |     |     |     | 19  | 16  | Ki  | 16  | 20  | Ki  | 16  | 20  | Ki  | 15  | 15  | 18  |     |     |     | Ki  | 17  | 18  | 19  | 18  | 16  | 11  | 15  | 14  |     |     |     | 22.      | 8    |
| 2024 | Kawasaki | PHI | PHI | PHI | BAR | BAR | BAR | ASS | ASS | ASS | MIS | MIS | MIS | DON | DON | DON | MOS | MOS | MOS | POR | POR | POR | MAG | MAG | MAG | CRE | CRE | CRE | ARA | ARA | ARA | EST | EST | EST | JER | JER | JER |     |     |     | 20.      | 22   |
| 2024 | Kawasaki | 18  | 19  | 16  | 21  | 16  | 15  | Ki  | Ki  | 15  | 19  | 15  | 14  | 17  | 18  | 19  | 17  | 15  | 14  | 14  | 16  | 17  | Ki  | 17  | 14  | Ki  | 10  | 10  | Ki  | 17  | 17  | 10  | 17  | Ki  | 16  | 15  | Hn  |     |     |     | 20.      | 22   |

### Teljes Brit Superbike-bajnokság eredménylistája
|  |  |  |  |  |  |  |  |  |  |  |  |  |  |  | 26 | 28 | Ki | Vi | Vi | Vi |  |  |  |  |  |  |  |  |  |  |  |  |

* A szezon jelenleg is zajlik.